# Escalada en los Juegos Olímpicos de Tokio 2020
Las competiciones de escalada en los Juegos Olímpicos de Tokio 2020 se realizaron en el Parque Deportivo Urbano de Aomi de Tokio del 3 al 6 de agosto de 2021.
En este deporte nuevo en el programa olímpico fueron disputadas dos categorías, masculina y femenina. Ambas categorías constaron de tres pruebas diferentes: velocidad (speed), bloques (boulding) y dificultad (lead); en cada prueba los deportistas recibieron una puntuación dependiendo del puesto ocupado. La multiplicación de las tres puntuaciones determinó la clasificación final o combinada.

## Medallistas
| Evento                            | Oro                                    | Plata                                        | Bronce                             |
| --------------------------------- | -------------------------------------- | -------------------------------------------- | ---------------------------------- |
| Combinada masculina (5 de agosto) | Alberto Ginés López · España · 28 pts. | Nathaniel Coleman · Estados Unidos · 30 pts. | Jakob Schubert · Austria · 35 pts. |
| Combinada femenina (6 de agosto)  | Janja Garnbret · Eslovenia · 5         | Miho Nonaka · Japón · 45                     | Akiyo Noguchi · Japón · 64         |

### Masculino
| Puesto            | Escalador           | País            | V | B | D | Total |
| ----------------- | ------------------- | --------------- | - | - | - | ----- |
| Medalla de oro    | Alberto Ginés López | España          | 1 | 7 | 4 | 28    |
| Medalla de plata  | Nathaniel Coleman   | Estados Unidos  | 6 | 1 | 5 | 30    |
| Medalla de bronce | Jakob Schubert      | Austria         | 7 | 5 | 1 | 35    |
| 4                 | Tomoa Narasaki      | Japón           | 2 | 3 | 6 | 36    |
| 5                 | Mickaël Mawem       | Francia         | 3 | 2 | 7 | 42    |
| 6                 | Adam Ondra          | República Checa | 4 | 6 | 2 | 48    |
| 7                 | Colin Duffy         | Estados Unidos  | 5 | 4 | 3 | 60    |
| 8                 | Bassa Mawem         | Francia         | – | – | – | NP    |

### Femenino
| Puesto            | Escalador           | País           | V | B | D | Total |
| ----------------- | ------------------- | -------------- | - | - | - | ----- |
| Medalla de oro    | Janja Garnbret      | Eslovenia      | 5 | 1 | 1 | 5     |
| Medalla de plata  | Miho Nonaka         | Japón          | 3 | 3 | 5 | 45    |
| Medalla de bronce | Akiyo Noguchi       | Japón          | 4 | 4 | 4 | 64    |
| 4                 | Aleksandra Mirosław | Polonia        | 1 | 8 | 8 | 64    |
| 5                 | Brooke Raboutou     | Estados Unidos | 7 | 2 | 6 | 84    |
| 6                 | Anouck Jaubert      | Francia        | 2 | 6 | 7 | 84    |
| 7                 | Jessica Pilz        | Austria        | 6 | 5 | 3 | 90    |
| 8                 | Seo Chae-Hyun       | Corea del Sur  | 8 | 7 | 2 | 112   |

## Medallero
| Núm. | País           | Oro | Plata | Bronce | Total |
| ---- | -------------- | --- | ----- | ------ | ----- |
| 1    | Eslovenia      | 1   | 0     | 0      | 1     |
| 1    | España         | 1   | 0     | 0      | 1     |
| 3    | Japón          | 0   | 1     | 1      | 2     |
| 4    | Estados Unidos | 0   | 1     | 0      | 1     |
| 5    | Austria        | 0   | 0     | 1      | 1     |
|      | TOTAL          | 2   | 2     | 2      | 6     |